# Фабіу Сілберберг
Фабіу Сілберберг (порт. Fabio Silberberg; нар. 25 березня 1969) — колишній бразильський тенісист.
Найвищу одиночну позицію світового рейтингу — 196 місце досяг 18 травня 1992, парну — 217 місце — 27 лютого 1995 року.
Здобув 2 одиночні та 1 парний титул.

## Фінали ATP Челленджер і ITF Ф'ючерс

### Одиночний розряд: 2 (2–0)
| Легенда              |
| -------------------- |
| ATP Челленджер (2–0) |
| ITF Ф'ючерс (0–0)    |

| Фінали за покриттям |
| ------------------- |
| Тверде (2–0)        |
| Ґрунт (0–0)         |
| Трава (0–0)         |
| Килим (0–0)         |

| Результат | В-П | Дата     | Турнір                  | Рівень     | Покриття | Суперник           | Рахунок  |
| --------- | --- | -------- | ----------------------- | ---------- | -------- | ------------------ | -------- |
| Перемога  | 1–0 | Вер 1991 | Вістлер, Канада         | Челленджер | Тверде   | Девід Вітт         | 7–5, 6–3 |
| Перемога  | 2–0 | Сер 1994 | Белу-Оризонті, Бразилія | Челленджер | Тверде   | Марко Менескінкері | 7–6, 6–3 |

### Парний розряд: 3 (1–2)
| Легенда              |
| -------------------- |
| ATP Челленджер (1–2) |
| ITF Ф'ючерс (0–0)    |

| Фінали за покриттям |
| ------------------- |
| Тверде (0–2)        |
| Ґрунт (1–0)         |
| Трава (0–0)         |
| Килим (0–0)         |

| Результат | В-П | Дата     | Турнір                     | Рівень     | Покриття | Партнер         | Суперники                          | Рахунок       |
| --------- | --- | -------- | -------------------------- | ---------- | -------- | --------------- | ---------------------------------- | ------------- |
| Перемога  | 1–0 | Жов 1992 | Калі (місто), Колумбія     | Челленджер | Ґрунт    | Міхаель Ґезерер | Даніель Оршанік Маріо Табарес      | 6–4, 6–4      |
| Поразка   | 1–1 | Лип 1994 | Кампус-ду-Жордан, Бразилія | Челленджер | Тверде   | Марселу Саліола | Патрісіо Арнольд Річард Матушевскі | 3–6, 4–6      |
| Поразка   | 1–2 | Гру 1994 | Сан-Луїс, Бразилія         | Челленджер | Тверде   | Жуан Цвеч       | Жоао Кунья е Сілва Роджер Сміт     | 6–4, 3–6, 3–6 |